# Ajlad
Ajlad war ein mutmaßlicher mittelalterlicher Turkstamm, bekannt aus mittelalterlichen Quellen arabischer und persischer Geographen und Schriftsteller. Sie waren einer der sieben Stämme des Kimek-Khanats in der Zeit von 743 bis 1050 n. Chr. Dem persischen Geographen und Historiker Abu Said Gardizi zufolge, hießen die sechs anderen Stämme Kimek, Yamak, Kiptschak, Tatar, Bayandur und Lanikaz.